# Cartago (cantão)
Cartago é um cantão da Costa Rica, situado na província homônima, entre Desamparados e El Guarco ao sul, Oreamuno e Paraíso ao leste, Goicoechea e Vásquez de Coronado ao norte, e Montes de Oca, La Unión e Desamparados ao oeste. Sua capital é a cidade de Cartago. Possui uma área de 287,77 km² e sua população está estimada em 147.898 habitantes.

## Divisão política
Atualmente, o cantão de Cartago possui 11 distritos. Os dados de população e densidade populacional correspondem ao X Censo de Población y Vivienda, realizado em junho de 2011.
|    | Nome do Distrito              | Área (km²) | População | Densidade | Moradias |
| -- | ----------------------------- | ---------- | --------- | --------- | -------- |
| 1  | Oriental                      | 2,39       | 12.227    | 5.115,90  | 3.927    |
| 2  | Occidental                    | 1,99       | 9.901     | 4.975,38  | 3.927    |
| 3  | Carmen                        | 4,22       | 17.425    | 4.129,15  | 4.891    |
| 4  | San Nicolás (Taras)           | 28,23      | 25.927    | 918,42    | 6.988    |
| 5  | Agua Caliente (San Francisco) | 104,15     | 31.789    | 305,22    | 8.258    |
| 6  | Guadalupe (Arenilla)          | 13,24      | 14.624    | 1.104,53  | 4.081    |
| 7  | Corralillo                    | 33,09      | 10.608    | 320,58    | 3.122    |
| 8  | Tierra Blanca                 | 12,79      | 5.103     | 398,98    | 1.136    |
| 9  | Dulce Nombre                  | 39,15      | 10.548    | 269,43    | 3.189    |
| 10 | Llano Grande                  | 29,81      | 4.342     | 145,66    | 1.076    |
| 11 | Quebradilla                   | 18.70      | 412       | 38,04     | 133      |